# هنري بييت
هنري بييت (بالفرنسية: Henri Piet)‏ (1888 بباريس في فرنسا - 4 مايو 1915 بباريس في فرنسا) هو ملاكم فرنسي، صنّف ضمن فئة وزن الخفيف.

## إحصائيات
خاض خلال مسيرته 10 نزالات، فاز في 2 وتعادل في 1 وخسر في 7. فاز بالضربة القاضية في نزالا واحد.

## روابط خارجية
- هنري بييت على موقع بوكس ريك (الإنجليزية) (registration required)